# Феррейра, Жуакин
Жуакин Ваш Феррейра (порт. Joaquim Vaz Ferreira, род. 27 апреля 1973, Порту, Порту) — португальский регбист и тренер.

## Биография
Жуакин Феррейра родился 27 апреля 1973 года в португальском городе Порту.
По профессии вне регби — предприниматель.
С 1990 года выступал за «Сентру Дешпортиву Университариу ду Порту» (СДУП) и «Коимбру». Играл на позициях хукера и столба. В 2003 году провёл один матч за британских «Барбарианс».
В 1993—2007 годах провёл 87 матчей за сборную Португалии, набрал 15 очков. Дебютный матч провёл 3 апреля 1993 года в Лиссабоне против сборной Румынии (13:41).
В 2007 году участвовал в чемпионате мира во Франции. Провёл 3 матча, набрал 5 очков. Матч в Тулузе против Румынии (10:14), в котором он был капитаном сборной, стал для Феррейры последним в карьере — после окончания чемпионата он завершил выступления.
По окончании карьеры стал тренером. В сезоне-2008/09 был главным тренером «Сентру Дешпортиву Университариу ду Порту». Впоследствии тренировал сборную Португалии среди молодёжи до 21 года.